# Out-officina
Out-officina è stato un programma televisivo italiano andato in onda il venerdì in seconda serata su TMC, a partire dal 22 maggio 1992 con la conduzione di Umberto Smaila.

## La trasmissione
La trasmissione sfruttava una collaborazione pubblicitaria intrapresa tra Telemontecarlo, la Fiat e Selenia Lubrificanti, venendo ambientato in una scenografia che riproduceva l'interno di un garage nel quale si susseguivano una serie di personaggi comici introdotti dal conduttore Umberto Smaila, alla sua prima esperienza televisiva dopo il successo di Colpo grosso, che qui vestiva i panni dell'ingegner Smile, occupato a lavorare alla realizzazione di una macchina del tempo.
I personaggi che si avvicendano sulla scena in ogni puntata sono il proprietario della macchina del tempo Max Sax (Massimo Bagliani), Giobbino (Giobbe Covatta), i fratelli meccanici (Mario e Pippo Santonastaso), James Bond (Rick Hutton), il meccanico trasformista (Eva Sasvari), Pia la cantatelegrammi (Cinzia Lenzi), il pescatore delle meraviglie (Sergio Baroni), il vu cumprà (Gianfranco Brambati) e il boss mafioso con la sua compagna (Franz Di Cioccio e Daniela Piperno), il barman (Alberto Tovaglia). Faceva parte del cast anche il disc jockey Linus, che raccontava aneddoti musicali.
Erano presenti anche delle ballerine, chiamate "Garagette". La sigla della trasmissione, scritta da Franz Di Cioccio insieme a Patrick Djivas, coniugava l'utilizzo di strumenti musicali a rumori tipici delle automobili.

### Critica e accoglienza
La trasmissione fu recensita dalla critica televisiva de La Stampa Alessandra Comazzi, che la definì un varietà demenziale, dello stesso genere dei programmi ideati da Antonio Ricci. Fu criticata però la realizzazione; la trasmissione, infatti, era registrata, e alcune parti risultavano slegate rispetto al resto della puntata.